# لشکر ۱ پیاده (بریتانیا)
لشکر ۱ پیاده (انگلیسی: 1st) لشکر پیاده‌نظام زیرمجموعه نیروی زمینی بریتانیا است، که در سال ۱۹۶۰ تأسیس شد.
این لشکر در شکل اولیه خود به عنوان لشکر اول، در جنگ شبه جزیره (بخشی از جنگ‌های ائتلافی جنگ‌های ناپلئونی) شرکت کرد و در سال ۱۸۱۴ منحل شد، اما سال بعد برای خدمت در جنگ ائتلاف هفتم دوباره تشکیل شد و در نبرد واترلو جنگید. این لشکر به عنوان بخشی از اشغال فرانسه توسط بریتانیا فعال ماند تا اینکه در سال ۱۸۱۸، زمانی که ارتش بریتانیا عقب‌نشینی کرد، منحل شد. سپس این لشکر در جنگ کریمه، جنگ آنگلو-زولو و جنگ دوم بوئر خدمت کرد. در سال ۱۹۰۲، ارتش بریتانیا چندین لشکر دائمی تشکیل داد که شامل لشکر اول بود که در جنگ جهانی اول جنگید، در دوره بین دو جنگ به مناطق مختلفی اعزام شد و در جنگ جهانی دوم نیز شرکت کرد، زمانی که به عنوان لشکر اول پیاده نظام شناخته می‌شد.
در دوره پس از جنگ، این لشکر در عملیات امنیتی داخلی در طول شورش یهودیان به فلسطین تحت قیمومیت اعزام شد. در سال ۱۹۴۸، هنگامی که تمام نیروهای بریتانیایی آنجا را ترک کردند، این لشکر به طرابلس، لیبی، که پس از پایان جنگ جهانی دوم تحت اشغال نیروهای انگلیسی-فرانسوی بود، منتقل شد. با افزایش تنش‌ها در مصر، این لشکر برای دفاع از کانال سوئز به آنجا منتقل شد. لشکر ۱ پیاده تا سال ۱۹۵۵ در آنجا ماند، تا اینکه با خروج ارتش بریتانیا از منطقه، به بریتانیا بازگردانده شد. مدت اقامت در بریتانیا کوتاه بود زیرا نیازی به ستاد فرماندهی لشکر اضافی نبود و این لشکر در ۳۰ ژوئن ۱۹۶۰ منحل شد. روز بعد، در آلمان با تغییر نام لشکر پنجم به لشکر اول تبدیل شد و به عنوان بخشی از ارتش بریتانیا در راین خدمت کرد و به پیشگامان تاکتیک‌های جدید کمک کرد. در ۱ آوریل ۱۹۷۸، نام این لشکر دوباره تغییر کرد و به یک لشکر زرهی تبدیل شد و نام آن به لشکر اول زرهی تغییر کرد.
لشکر ۱ پیاده اساس عملیات گرانبی، مشارکت بریتانیا در جنگ خلیج فارس در سال ۱۹۹۱ را تشکیل داد. در طول یک دوره ۴۸ ساعته، این لشکر ۳۰۰ تانک عراقی را منهدم و ۷۰۰۰ اسیر گرفت. سپس به آلمان بازگشت و در سال ۱۹۹۲ به عنوان بخشی از بازسازی و کوچک‌سازی ارتش که پس از پایان جنگ سرد انجام شد، منحل گردید. در سال ۱۹۹۳، این لشکر با تغییر نام لشکر چهارم زرهی به لشکر اول زرهی (بریتانیا) اصلاح شد. این لشکر در دهه ۱۹۹۰ در عملیات‌های مختلف حفظ صلح مشارکت داشت. در سال ۲۰۰۳، این لشکر دوباره به خاورمیانه بازگشت و اساس عملیات تلیک، مشارکت بریتانیا در حمله به عراق به رهبری ایالات متحده در سال ۲۰۰۳ را تشکیل داد. لشکر ۱ پیاده به سرعت به اهداف تعیین شده خود، از جمله تصرف شهر بصره دست یافت. این لشکر پس از چند ماه عقب‌نشینی کرد و جنوب عراق تحت کنترل لشکر چندملیتی (جنوب شرق) قرار گرفت. طی سال‌های بعد، این لشکر در آلمان مستقر بود و تیپ‌هایی را به لشکر چندملیتی در عراق اعزام کرد.
از سال ۲۰۱۰، این لشکر پس از بررسی‌های دفاعی و برنامه‌های بازسازی ارتش، دستخوش تغییرات متعددی شده است. این تغییرات شامل ارتش ۲۰۲۰، ارتش اصلاح‌شده و برنامه سرباز آینده بود. در نتیجه، در سال ۲۰۱۴، این تشکیلات به عنوان لشکر اول (بریتانیا) دوباره نامگذاری شد. با این تغییر نام، لشکر از یک تشکیلات زرهی به یک تشکیلات پیاده نظام سبک تبدیل شد. سال بعد، ستاد فرماندهی از آلمان به پادگان ایمفال در یورک منتقل شد. در حال حاضر قرار است ستاد فرماندهی پس از سال ۲۰۲۸ به پادگان کتریک منتقل شود.